# لیبتسینا
لیبتسینا (به چکی: Libecina) یک منطقهٔ مسکونی در جمهوری چک است که در ناحیه اوستی ناد اورلیتسی واقع شده‌است. لیبتسینا ۴٫۸۱ کیلومتر مربع مساحت و ۱۶۱ نفر جمعیت دارد و ۴۴۸ متر بالاتر از سطح دریا واقع شده‌است.